# La Victoria, Lima
Distriktet La Victoria är ett av 43 distrikt som utgör provinsen Lima, beläget i departementet Lima, i Peru. Det gränsar i norr och nordost till Limadistriktet, i öster till San Luis, i sydost till San Borja, i söder till San Isidro, och i väster till Lincedistriktet och Limadistriktet.
År 2023 hade distriktet en befolkning på 195 620 invånare.
Distriktet tillkom den 2 februari 1920, då det avskildes från Miraflores, Lima och Ate. Det var ett arbetardistrikt, som under sin storhetstid omfattade distrikten El Agustino och San Luis, och en del av San Borja.
Det är ett tätbefolkat distrikt, där den gamla arbetarklassen bodde i de första bostadsområdena i Lima, som var El Porvenir och Matute. I det sistnämnda området ligger Alejandro Villanueva Stadium, hemmaarena för Club Alianza Lima.

## Geografi
Distriktet La Victoria ligger söder om Limas historiska centrum. Det har en yta på 8,74 km² och en genomsnittlig höjd av 133 m ö.h..